# Елиас Канети (награда)
 За австрийския писател вижте Елиас Канети.  
Националната литературна награда „Елиас Канети“ е учредена от Община Русе със съдействието на Международно дружество „Елиас Канети“ през 2005 г. в чест на 100-годишнината от рождението на родения в Русе писател-нобелист Елиас Канети.

## Статут
С наградата се удостояват български автори в областта на белетристиката и драматургията. Наградата се връчва на всеки 2 г. в навечерието на 1 ноември в Доходното здание в Русе.
Основни цели на наградата са стимулиране на националния литературен процес в духа и идеите на писателя-хуманист Елиас Канети и утвърждаване авторитета на град Русе като активен културен център.
Наградата се присъжда на автор за творба, публикувана (за белетристика) или поставена (за драматургия) за първи път в България през предходните две години.
Кандидатурите се оценяват от две журита. Първото жури номинира десет кандидатури, а второто избира носителя на наградата.
Националната литературна награда „Елиас Канети“ се придружава от диплом и парична награда в размер на 5000 лева.

## Носители на наградата
| №  | Година | Номинации | Лауреат |
| -- | ------ | --- | --- |
| 1  | 2005   | - Вера Мутафчиева с мемоара „Не/бивалици“, - Георги Гроздев с романа „Плячка“, - Анжел Вагенщайн с романа „Сбогом Шанхай“, - Милен Русков с романа „Джобна енциклопедия на мистериите“, - Константин Илиев с мемоара „Поражението“, - Емануил Видински с романа „Картографии на бягството“, - Камен Донев с пиесата „Почивен ден“. | - Константин Илиев за документалния роман „Поражението“                                                                    |
| 2  | 2007   | - Ангел Игов с „К“, - Петър Делчев с „Трънски разкази“, - Димитър Динев с „Ангелски езици“, - Камен Донев с „Всичко дотук“, - Владислав Тодоров с „Дзифт“, - Теодора Димова с „Адриана“, - Емил Андреев с „Проклятието на жабата“, - Владимир Зарев със „Светове“, - Алек Попов с „Черната кутия“. | - Алек Попов за романа „Черната кутия“                                                                                     |
| 3  | 2009   | - Красимир Дамянов с „Дневникът на една пеперуда“, - Ивайла Александрова с „Горещо червено“, - Кристин Димитрова със „Сабазий“, - Елена Алексиева с „Рицарят, дяволът, смъртта“, - Галин Никифоров с „Фотографът: Obscura Reperta“, - Захари Карабашлиев с романа „18% сиво“ и пиесата „Неделя вечер“. | - Ивайла Александрова за документалния роман „Горещо червено“                                                              |
| 4  | 2011   | - Керана Ангелова с „Улицата на пеперудите“, - Владислав Тодоров с „Цинкограф“, - Георги Господинов с „Апокалипсисът идва в 6 вечерта“, - Владимир Зарев с „Изходът“, - Радослав Парушев с „Project Dostoevski“, - Ицхак Финци с „Мотоциклетът, Ромул Велики...“, - Силвия Чолева със „Зелено и златно“. | - Галин Никифоров за романа „Къщата на клоуните“                                                                           |
| 5  | 2013   | Белетристика - Милен Русков – „Възвишение“ - Георги Господинов – „Физика на тъгата“ - Алек Попов – „Сестри Палавееви“ - Борис Минков – „Презапис или другият куфар в Берлин“ - Евгени Черепов – „Добавено лято“ - Мария Станкова – „Сузана и зяпачите“ - Евелина Ламбрева Йекер – „Обядът на семейството Щум“ - Златко Енев – „Реквием за никого“ Драматургия - Георги Тенев и Иван Добчев – „Завръщане във Витенберг“ - Стефан Цанев – „Духът на поета“ | Белетристика - Милен Русков за романа „Възвишение“ Драматургия - Георги Тенев и Иван Добчев за „Завръщане във Витенберг“   |
| 6  | 2015   | Белетристика - Иван Станков – „Спомени за вода. Dm“ - Чавдар Ценов – „Отклонение на есен“ - Людмил Тодоров – „Разглобено лято“ - Христо Карастоянов – „Една и съща нощ“ - Явор Цанев – „Вино за мъртвите“ - Галин Никифоров – „Лисицата“ - Емилия Дворянова – „При входа на морето“ Драматургия - няма номинации | - Христо Карастоянов за романа „Една и съща нощ“                                                                           |
| 7  | 2017   | Белетристика - Милен Русков – „Чамкория“ - Ангел Игов – „Кротките“ - Иван Станков – „Улици и кораби. GM“ - Здравка Евтимова – „Юлски разкази“ - Момчил Николов – „Последната територия“ - Валери Стефанов – „Любовни истории от Вавилонската библиотека“ - Димана Трънкова – „Празната пещера“ Драматургия - няма номинации | - Милен Русков за романа „Чамкория“                                                                                        |
| 8  | 2019   | Белетристика - Елена Алексиева – „Свети вълк“ - Яница Радева – „Пътят към Тива“ - Румяна Захариева – „Ръкавици за студената война“ - Христо Карастоянов – „Животът няма втора половина“ - Рене Карабаш – „Остайница“ - Георги Господинов – „Всичките наши тела“ - Георги Тенев – „Балкански ритуал“ Драматургия - Константин Илиев с пиесата „Наблюдателите (Хипотеза за отвъдното)“                                                                     | Белетристика - Рене Карабаш – „Остайница“ Драматургия - Константин Илиев с пиесата „Наблюдателите (Хипотеза за отвъдното)“ |
| 9  | 2021   | Белетристика - Георги Господинов – „Времеубежище“ - Захари Карабашлиев – „Опашката“ - Иван Станков – „Вечерна сватба“ - Момчил Николов – „Чекмо“ - Теодора Димова – „Поразените“ - Русана Бърдарска – „Опитът“ - Христо Карастоянов – „Т като Ташкент“ Драматургия - няма номинации | Белетристика - Иван Станков – „Вечерна сватба“                                                                             |
| 10 | 2023   | Белетристика - Бюрхан Керим – „Лавандулово момче“ - Костадин Костадинов – „Ловецът на пеперуди“ - Елена Алексиева – „Вулкан“ - Иван Станков – „Късна смърт“ - Николай Терзийски – „Звезди под клепачите“ - Йоанна Елми – „Направени от вина“ - Ивайла Александрова – „Оловна тишина“ Драматургия - няма номинации | Белетристика - Костадин Костадинов – „Ловецът на пеперуди“                                                                 |